# Hypena multritricha
Hypena multritricha là một loài bướm đêm trong họ Erebidae.